# أنطون ألبرتس (مهندس معماري)
أنطون (طن) ألبرتس (6 يوليو 1927 – 16 أغسطس 1999)، مهندس معماري هولندي اشتهر بنك جي (1982) في حي بيجلمير بامستردام ومقر شركة الغاز في غروننغن.
اشترك ألبرتس مع «سيتواتيونيست الدولية» قبل طرده في عام 1960. كان يشترك مع زميله «المستمر سيتواتيونيستس» وأووديجانس هار في إعداد متاهة في «متحف ستيديليجك في أمستردام»، ولكن المشروع أنهار وسط الحدة. طرد رسميا لتصميم الكنائس، على الرغم من أن أصغر جورن تتعلق بطرد أكثر من «قضية أمستردام».

## معرض صور

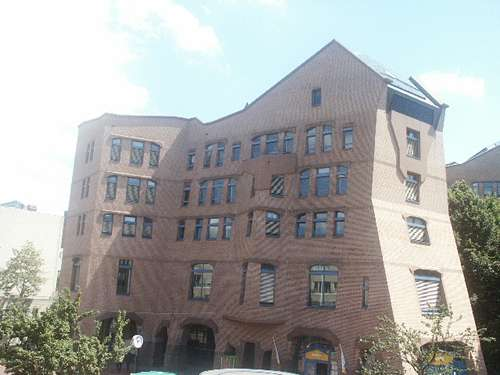
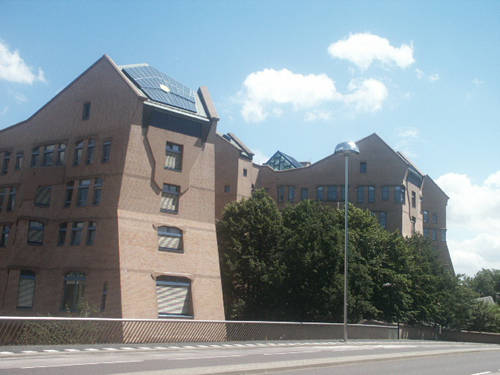
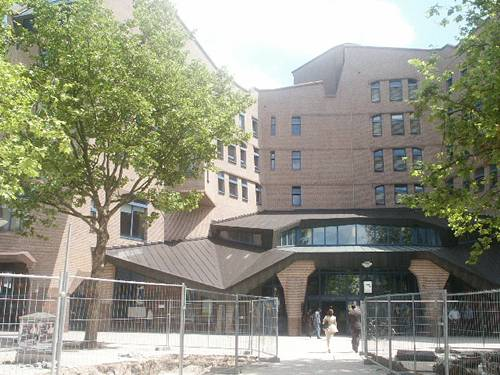